# Ma Ning (friidrottare)
Ma Ning, född 4 november 1983, är en kinesisk friidrottare. Hon deltog vid olympiska sommarspelen 2004.